# Kondibito (Barsalogho)
Pour les articles homonymes, voir Kondibito.
Ne doit pas être confondu avec Kondibito-Peulh.
Kondibito est une localité située dans le département de Barsalogho de la province du Sanmatenga dans la région Centre-Nord au Burkina Faso.

## Économie
L'activité économique principale de Kondibito est l'agro-pastoralisme.

## Éducation et santé
Le centre de soins le plus proche de Kondibito est le centre médical avec antenne chirurgicale (CMA) de Barsalogho tandis que le centre hospitalier régional (CHR) se trouve à Kaya.
Kondibito possède une école primaire publique.